# Luc Steins
Luc Steins (* 22. März 1995 in Voerendaal) ist ein niederländischer Handballspieler, der auf der Position Rückraum Mitte eingesetzt wird.

## Karriere

### Verein
Luc Steins lernte das Handballspielen bei den niederländischen Vereinen HV Gemini und HV Sittardia. 2012 wechselte der 1,72 m große Spielmacher zu den Limburg Lions, mit denen er 2015 und 2016 die HandbalNL League und den niederländischen Pokal gewann. In der Saison 2014/15 gewann man zudem die multinationale BENE-League. 2014, 2015 und 2016 wurde er zum besten Spieler der Saison der Niederlande gewählt.
Im Sommer 2016 wechselte Steins nach Frankreich zum Zweitligisten Massy Essonne Handball, mit dem er den vierten Platz der Proligue erreichte. In den Play-offs um den Aufstieg setzte sich das Team gegen Istres Provence HB und Chartres MHB 28 durch. Im Anschluss wurde er mit 33 % der Stimmen zum besten Spieler der Proligue 2016/17 gewählt. Zur Saison 2017/18 nahm ihn der Erstligist Tremblay-en-France Handball unter Vertrag. Am Saisonende konnte Tremblay als elftplatziertes Team den Klassenerhalt feiern. In seiner zweiten Spielzeit verbesserte man sich auf en neunten Rang und hatte nichts mehr mit dem Abstiegskampf zu tun. Dnnoch unterschrieb Steins beim achtplatzierten Verein Fenix Toulouse Handball. Mit Toulouse gelang in der Saison 2019/20 mit dem fünften Platz die Qualifikation für die EHF European League. Im Oktober 2019 wurde er mit 56 % der Stimmen zum Spieler des Monats gewählt. Nachdem sich Nikola Karabatić, dreifacher Welthandballer und Rückraumspieler bei Paris Saint-Germain, im Oktober 2020 einen Kreuzbandriss zugezogen hatte, wechselte Steins zunächst auf Leihbasis bis zum Ende der Saison 2020/21 nach Paris. Neben der französischen Meisterschaft und der Coupe de France gewann der Niederländer auch die Auszeichnung als bester Spieler der Starligue. In der Saison 2021/22 wurde er nach 30 Siegen in 30 Ligaspielen erneut Meister und zum besten Spieler gewählt. 2023, 2024 und 2025 verteidigte er mit Paris den französischen Meistertitel.

### Nationalmannschaft
In der niederländischen Nationalmannschaft debütierte Steins am 30. Oktober 2013 gegen Griechenland. Bei der Europameisterschaft 2020 warf er 14 Tore in drei Spielen und belegte mit der Auswahl den 17. Platz. Bei der Europameisterschaft 2022 erzielte er 22 Tore in sieben Partien, erreichte den 10. Platz und wurde als bester mittlerer Rückraumspieler in das All-Star-Team gewählt. Mit der Mannschaft nahm er 2023 erstmals seit 1961 an einer Handball-Weltmeisterschaft teil. Er stand im Kader für die Europameisterschaft 2024 und belegte mit den Niederlanden den 12. Platz. Bei der Weltmeisterschaft 2025 warf er 23 Tore in sechs Spielen und belegte mit dem Team den 12. Platz.

## Privates
Sein älterer Bruder Ivo Steins ist ebenfalls niederländischer Handballnationalspieler. Gemeinsam nahmen sie an den beiden Europameisterschaften teil.